# Dicranoptycha minima
Dicranoptycha minima är en tvåvingeart som beskrevs av Alexander 1919. Dicranoptycha minima ingår i släktet Dicranoptycha och familjen småharkrankar. Inga underarter finns listade i Catalogue of Life.